# Вершина світу (фільм)
«Вершина світу» (англ. Top of the World) — американський бойовик 1997 року.

## Сюжет
Звільнений з в'язниці колишній поліцейський Рей Мерсер приїжджає в Лас-Вегас, щоб швидко розлучитися зі своєю дружиною Ребеккою. Не втримавшись, порушуючи закон, він заходить в казино, де виграє 450 тисяч доларів. Поки він вирішує, як не засвітитися і отримати виграш, банда нальотчиків здійснює пограбування цього самого казино. І все сходиться до того, що саме Рей повинен за все відповісти.

## У ролях
- Пітер Веллер — Рей Мерсер
- Денніс Гоппер — Чарльз Атлас
- Тіа Каррере — Ребекка Мерсер
- Девід Алан Грір — детектив Августус
- Джо Пантоліано — Вінс Кастор
- Кері-Хіроюкі Тагава — капітан Гефтер
- Пітер Койот — Док «М'ясник»
- Джулі МакКалло — Джинджер
- Мартін Коув — Карл
- Кевін Бернхардт — Дін
- Едді Мекка — Джо Бернс
- Дерек Аннансіейшн — Фредо
- Делл Йонт — Мак
- Александр Мервін — Бенні
- Майкл ДеЛано — лейтенант Де Роза
- Гевен О'Херліхі — лейтенант Логан
- Пол Херман — камердинер
- Ед Лотер — Мел Ріджфілд